# Бавен Запад
„Бавен Запад“ (на английски: Slow West) е британско-новозеландски филм от 2015 година, уестърн с елементи на екшън и трилър на режисьора Джон Маклийн по негов собствен сценарий.
В центъра на сюжета е наивен шотландски младеж, който с помощта на циничен ловец на глави издирва в Дивия Запад любимата си, търсена за убийство, извършено в Шотландия. Главните роли се изпълняват от Коди Смит-Макфий, Майкъл Фасбендър, Карън Писториъс, Бен Менделсон.